# Merhawi Kudus
Merhawi Kudus Ghebremedhin (ur. 23 stycznia 1994 w Asmarze) – erytrejski kolarz szosowy. Olimpijczyk (2020).

## Osiągnięcia
Opracowano na podstawie:

2012
- 1. miejsce na 1. etapie Tour du Rwanda

2013
- 1. miejsce w klasyfikacji górskiej La Tropicale Amissa Bongo
- 2. miejsce w Tour of Eritrea
  - 1. miejsce na 4. etapie
- 2. miejsce w Vuelta Ciclista a León
  - 1. miejsce w klasyfikacji młodzieżowej
- 3. miejsce w mistrzostwach Afryki (start wspólny)

2014
- 2. miejsce w Tour de Langkawi
- 3. miejsce w Mzansi Tour
- 1. miejsce w klasyfikacji młodzieżowej Route du Sud

2015
- 1. miejsce w mistrzostwach Afryki (jazda drużynowa na czas)

2016
- 3. miejsce w mistrzostwach Erytrei (jazda indywidualna na czas)

2017
- 1. miejsce w klasyfikacji młodzieżowej Tour of Oman
- 3. miejsce w mistrzostwach Erytrei (start wspólny)

2018
- 1. miejsce w mistrzostwach Erytrei (start wspólny)

2019
- 1. miejsce w Tour du Rwanda
  - 1. miejsce na 2. i 3. etapie
- 3. miejsce w Presidential Cycling Tour of Turkey
- 3. miejsce w mistrzostwach Erytrei (jazda indywidualna na czas)

2021
- 2. miejsce w Adriatica Ionica Race
- 1. miejsce w mistrzostwach Erytrei (jazda indywidualna na czas)
- 2. miejsce w mistrzostwach Erytrei (start wspólny)

2022
- 2. miejsce w mistrzostwach Erytrei (jazda indywidualna na czas)
- 1. miejsce w mistrzostwach Erytrei (start wspólny)

## Rankingi
| Rok              | 2013 | 2014 | 2015 | 2016 | 2017 | 2018 | 2019 | 2020 | 2021 | 2022 | 2023 | 2024 |
| ---------------- | ---- | ---- | ---- | ---- | ---- | ---- | ---- | ---- | ---- | ---- | ---- | ---- |
| UCI World Tour   |      |      |      | -    | 188. | 218. |      |      |      |      |      |      |
| World Ranking    |      |      |      | 301. | 323. | 404. | 117. | 524. | 224. | 446. | 558. | 188. |
| UCI Europe Tour  | 404. | 376. | 680. | 663. | 479. | 534. |      |      |      |      |      |      |
| UCI Asia Tour    | -    | 39.  | -    | 165. | 70.  | 208. |      |      |      |      |      |      |
| UCI America Tour | -    | -    | 333. | -    | -    | -    |      |      |      |      |      |      |
| UCI Africa Tour  | 16.  | 28.  | 82.  | 51.  | 42.  | -    | 4.   | 14.  | 4.   | 16.  | 32.  | 4.   |
|                  |      |      |      |      |      |      |      |      |      |      |      |      |
| Źródło: UCI      |      |      |      |      |      |      |      |      |      |      |      |      |